# Flughafen Cheongju

i7
i11
i13
Der Flughafen Cheongju (koreanisch 청주국제공항, IATA-Code: CJJ, ICAO-Code: RKTU) ist ein internationaler Flughafen und Stützpunkt der südkoreanischen Luftwaffe in der Nähe der Stadt Cheongju in der Provinz Chungcheongbuk-do in Südkorea.

## Geschichte
Der Flugplatz wurde 1978 als Militärflugplatz der südkoreanischen Luftwaffe gegründet. Auf dem militärischen Teil des Flugplatzes ist die 17. Fighter Wing mit drei fliegenden Staffeln stationiert, die jahrelang mit der F-4E Phantom II ausgerüstet waren. Ende März 2019 trafen die ersten beiden Exemplare des Nachfolgemodells F-35A Lightning II auf der Basis ein.

## Militärische Nutzung
Die Basis wird zurzeit (2020) wie folgt genutzt:
- 17. Kampfgeschwader mit drei fliegenden Staffeln, der 151., 152. und 156. Kampfstaffel, die beiden ersten Staffeln fliegen (Stand 2020) bereits die F-35A
- 29. Waffenschulgruppe mit einer fliegenden Staffel, der 191. Taktischen Schulstaffel, die sich je nach Bedarf verschiedene Luftfahrzeugtypen ausleiht.

## Zivile Nutzung
Die ersten Überlegungen zur zivilen Nutzung des Geländes wurden im Bauplan von 1984 zusammengefasst. Dabei gab es auch Überlegungen, den Flugplatz zu Koreas wichtigstem internationalen Flughafen auszubauen, die Entscheidung fiel dann aber zugunsten des Incheon International Airports. Die Bauarbeiten dauerten von April 1992 bis Dezember 1996. Die Eröffnung als internationaler Flughafen erfolgte im April 1997. 2011 nutzten 1.337.791 Passagiere den Flughafen.
Zurzeit (Februar 2016) werden Flüge auf die Insel Jeju, nach China, Japan, Taiwan und Thailand angeboten.